# Flavio Gioia
Flavio Gioia (Amalfi, entre el 1250 i el 1300 – Amalfi…) hauria estat, segons alguns, un inventor i navegant italià que va viure entre els segles xiii i xiv, a qui se li atribueix la invenció o el perfeccionament de la brúixola.

## Història
Gioia hauria nascut a Amalfi o a Positano, a la segona meitat del segle xiii. Al voltant de l'any 1300 podria haver inventat o perfeccionat la brúixola (inventada pels xinesos, i adoptada pels navegants àrabs, venecians i pels mateixos amalfitans).
Hi ha la possibilitat que Marco Polo, a la seva tornada d'orient el 1295, hagués pogut contribuir a difondre el coneixement dels dispositius magnètics per a la navegació utilitzats pels xinesos i pels pobles d'Àsia que va visitar. La tradició que atribueix aquest descobriment a Flavio Gioia figura en la inscripció de l'estàtua erigida en el seu honor a Amalfi com a "inventor de la brúixola", encara que hi ha autors que diuen que els xinesos no la tenien abans dels occidentals.

## Revisió històrica

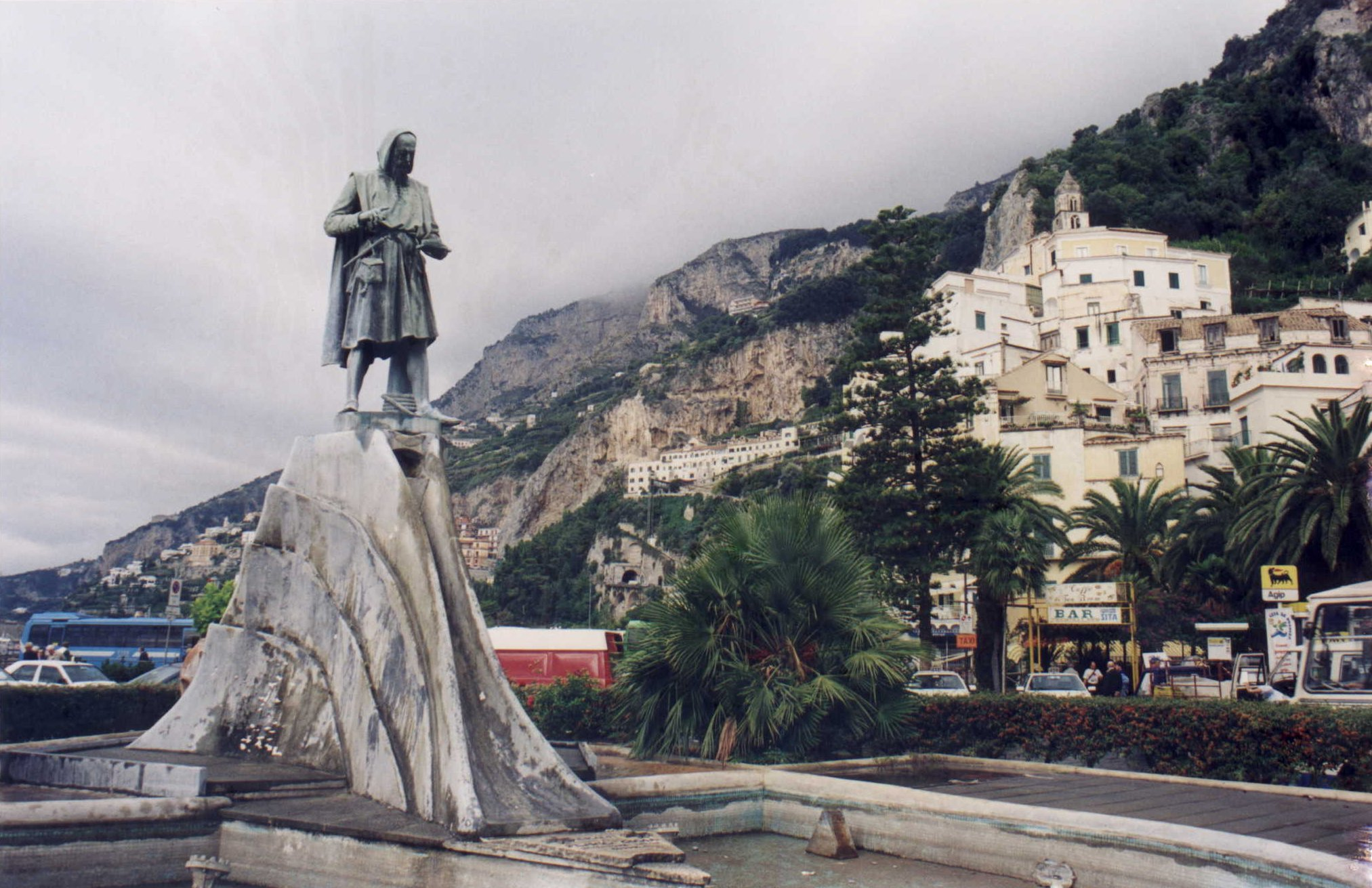
Estàtua de Flavio Gioia a la plaça d'Amalfi, obra d'Alfonso Balzico

No obstant això, unes recerques històriques recents, porten a pensar que Flavio Gioia possiblement mai no va existir. Segons una reconstrucció versemblant, l'origen de la llegenda de Gioia està unit al testimoniatge de l'humanista Flavio Biondo, que havia atribuït als amalfitans la invenció de la brúixola. La historiadora italiana Clara Frugoni, en una acuradíssima recerca, ha demostrat definitivament la inexistència de Flavio Gioia, resolent cada possible dubte. En l'emissió del programa Superquark del 7 d'agost de 2008, l'historiador Alessandro Barbero va fer una referència a l'estudi de Clara Frugoni, confirmant les seves conclusions.

### 1ª interpretació
L'any 1511, un altre humanista, Giovanni Battista Pio, en la seva obra In Carum Lucretium poëtam Commentarii, reproduïa la informació de Flavio Biondo en aquests termes: «Amalphi in Campania veteri magnetis usus inventus, a Flavio traditur». La interpretació del text llatí, sense la vírgula devant de "a Flavio", podria ser ambigua, però "amb la vírgula", només es pot interpretar el complement d'agent a Flavio, com addició de traditur (és a dir: "Ve referit per Flavio <Biondo> que l'ús de la brúixola es va inventar a Amalfi a Campania").

### 2ª interpretació
Treient la vírgula, hi ha una segona lectura, que pot ser lícita sobre l'estructura gramatical original de la frase, que converteix Flavio Gioa en l'inventor de la brúixola, la frase es converteix en: «Amalphi in Campania veteri magnetis usus inventus a Flavio traditur» on Flavio podria estar relacionat amb el participi passat inventus, quedant llavors la frase: "Es diu que l'ús de la brúixola va ser inventat a Amalfi, a Campania, per Flavio".
Així, Lilio Gregorio Giraldi, en la seva obra De Re Nautica (1540), atribueix la invenció de la brúixola a un tal "Flavio d'Amalfi": a aquesta informació, l'historiador napolità Scipione Mazzella hi va afegir (no se sap perquè) que "Flavio" hauria nascut a la localitat de Gioia del Colle (Apulia).

## Cronologia de documents
La tradició del descobriment de la brúixola moderna a Amalfi i d'un suposat Flavio Gioia es pot estudiar a partir de diversos documents. Una relació no exhaustiva es pot consultar a continuació, ordenada cronològicament.
- c 1450. Antonio Beccadelli
  - " Prima dedit nautis usum magnetis Amalphis ".[6]
- 1510. Giovan Battista Pio. In Carum Lucretium poetam Commentarij a Ioanne Baptista Pio editi: codice Lucretiano diligenter emendato: ... obiter ex diuersis auctoribus tum Grecis tum Latinis multa leges enucleata, Bononiae : typis excussoriis editum in ergasterio Hieronymi Baptistae de Benedictis Platonici Bononiensis.[7]
- c.1515. Flavio Biondo. Italia illustrata.[8][9]
  - "…Sed fam est, qua Amalphithanos audiuimus gloriari Magnetis usum: cuius adminiculo nauigantes ad arcton diriguntur Amalphi fuisse inuentum…" .(folio 153v)

- 1522. Francisco López de Gómara. Historia general de las Indias.[10]

- 1540. Lilio Gregorio Giraldi. De Re Nautica .
- 1550. Girolamo Cardano. De subtilitate libri 21.[11]
- 1574. Jerónimo Osório. De rebus Emmanuelis, Lusitaniae regis.[12]
  - L'obra anterior no parla de Flavio Gioia, però presenta la descripció d'una brúixola en una caixa de fusta amb tapa de vidre i una rosa amb vuit vents.
- 1596. Abraham Ortelius. Thesaurus geographicus recognitus et auctus[13]
- 1600. William Gilbert. De magnete.[14]
- 1601. Scipione Mazzella. Descrittione del regno di Napoli.[15]
- 1647. Thomas Malvenda. De Antichristo.[16]
- 1654. Athanasius Kircher. De arte magnetica opus tripartitum.[17]
- 1656. Baldassarre Bonifacio. Historia ludicrae.[18]
- 1699. Giorgio Paschio.[19]
- 1787. An Historical and Chronological Deduction of the Origin of Commerce, from the Earliest Accounts.[20]
- 1807.  Antoni de Capmany. Questiones críticas sobre varios puntos de historia económica política y militar.[21]
- 1815. Charles Hutton. A Philosophical and Mathematical Dictionary.[22]
  - L'obra anterior esmenta les millores del suposat Flavio Gioia: Agulla muntada en un pivot i rosa dels vents (amb vuit vents) afegida.
- 1859. Montano Magliozzi. Notizie storiche intorno l'invenzione e l'uso della bussola: presso tutti i popoli antichi e moderni.[23]
- 1871. Storia della Marina pontificia nel Medio Evo dal 728 al 1499.[24]
- 1986. Carlos Fisas. Historias de la historia: cuarta serie.[25]
- 2004. Chiara Frugoni. Medioevo sul naso: occhiali, bottoni e altre invenzioni medievali[26]

## Eponímia
- El cràter lunar Gioja (tal com es transcriu en anglès) porta aquest nom en la seva memòria.[27]